# Backa, Säters kommun
Backa är en småort belägen omkring tio kilometer nordväst om Säter, i Gustafs socken i Säters kommun.
Här ligger Gustafskorv AB, som tillverkar Gustafskorven, en rökt korv gjord på hästkött.